# سبزه

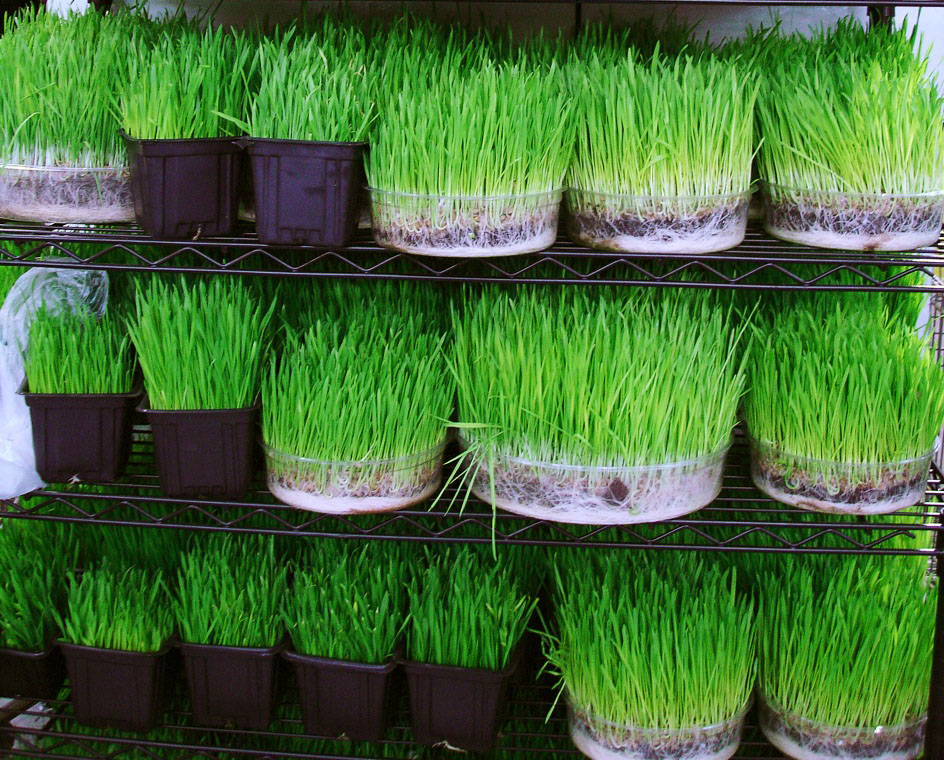

سَبزه گیاهی است که در آن برخی از حبوبات را رویانده‌اند و از نشانه‌های نوروز و اجزای سفره هفت‌سین است. سبزه از جوانه گندم، جو و عدس رویانده می‌شود. ایرانیان معتقدند که وجود سبزه در سفره هفت‌سین، شادابی و خرمی را در طول سال به همراه دارد. مرسوم است که سبزه را تا روز سیزدهم نوروز که سیزده‌به‌در خوانده می‌شود نگه داشته و همراه با آن بدی‌ها و کدورت‌ها را دور بریزند. همچنین برخی معتقدند که گره زدن سبزه در روز سیزده‌به‌در سبب باز شدن بخت جوانان دم بخت می‌شود.

## دیدگاه‌ها

### مخالفان
مخالفان استفاده از سبزه نوروز به مسئله آب و محیط زیست اشاره می‌کنند. آنها می‌گویند که سبزه نوروز از یک سو، کلی از غلات را هدر می‌دهد و از سوی دیگر در شرایط بی‌آبی و خشکسالی، هدر دادن آب است. آنها چنین استدلالی را دربارهٔ درست کردن سمنو هم مطرح می‌شود. بعضی از آنها پیشنهاد می‌کنند که به جای سبزه، تخم سبزی برای مصرف خوراکی کاشته شود. برخی دیگر هم نگران کپک زدن غلات و انتقال آلودگی به محیط خانه هستند.

### موافقان
موافقان می‌گویند، مقدار غله یا حبوباتی که سالانه برای درست کردن سبزه مصرف می‌شود، کمتر از مقدار دورریز نان در چند وعده غذای ایرانیان است؛ زیرا یک سوم غله‌ای که تولید یا خریده می‌شود، دور ریخته و تبدیل به زباله می‌شود. آنها می‌گویند که برای حل مشکل بی‌آبی، به مدیریت مصرف کلان آب نیاز است.